# Boxa als Jocs Olímpics d'estiu de 1924
Als Jocs Olímpics de 1924 celebrats a la ciutat de París (França) es disputaren 8 proves de boxa. La competició, exclusivament en categoria masculina, es desenvolupà entre els dies 15 i 20 de juliol de 1924 al Velòdrom d'Hivern de París.

## Nacions participants
Hi participaren un total de 181 boxadors de 27 nacions diferents:
- Argentina (10)
- Austràlia (3)
- Àustria (3)
- Bèlgica (10)
- Canadà (9)
- Dinamarca (8)
- Egipte (1)
- Espanya (7)
- Estats Units (16)
- Estònia (1)
- França (16)
- Grècia (1)
- Hongria (1)
- Irlanda (7)
- Itàlia (16)
- Letònia (1)
- Luxemburg (6)
- Nova Zelanda (1)
- Noruega (9)
- Països Baixos (9)
- Polònia (5)
- Regne Unit (16)
- Sud-àfrica (4)
- Suècia (5)
- Suïssa (7)
- Uruguai (5)
- Xile (4)

## Resum de medalles
| Prova                            | Or                 | Argent            | Bronze               |
| Pes mosca - 50.8 kg detalls      | Fidel LaBarba      | James McKenzie    | Raymond Fee          |
| Pes gall - 53.5 kg detalls       | William Smith      | Salvatore Tripoli | Jean Ces             |
| Pes ploma - 57.2 kg detalls      | Jackie Fields      | Joseph Salas      | Pedro Quartucci      |
| Pes lleuger - 61.2 kg detalls    | Hans Jacob Nielsen | Alfredo Copello   | Frederick Boylstein  |
| Pes wèlter - 66.7 kg detalls     | Jean Delarge       | Héctor Méndez     | Douglas Lewis        |
| Pes mitjà - 72.6 kg detalls      | Harry Mallin       | John Elliott      | Joseph Jules Beecken |
| Pes semipesant - 79.4 kg detalls | Harry Mitchell     | Thyge Petersen    | Sverre Sørsdal       |
| Pes pesant + 79.4 kg detalls     | Otto von Porat     | Søren Petersen    | Alfredo Porzio       |

## Medaller
| Posició | País         | Or | Argent | Bronze | Total |
| 1       | Estats Units | 2  | 2      | 2      | 6     |
| 2       | Regne Unit   | 2  | 2      | 0      | 4     |
| 3       | Dinamarca    | 1  | 2      | 0      | 3     |
| 4       | Bèlgica      | 1  | 0      | 1      | 2     |
| 4       | Noruega      | 1  | 0      | 1      | 2     |
| 6       | Sud-àfrica   | 1  | 0      | 0      | 1     |
| 7       | Argentina    | 0  | 2      | 2      | 4     |
| 8       | Canadà       | 0  | 0      | 1      | 1     |
| 8       | França       | 0  | 0      | 1      | 1     |